# Laura Aznal Sagasti
Laura Aznal Sagasti (Pamplona, Navarra, 2 de noviembre de 1971) es una política navarra, diputada del Parlamento de Navarra por EH Bildu y portavoz de su grupo parlamentario. Fue cabeza de lista de dicha formación en las elecciones al Parlamento de Navarra de 2023, logrando ser tercera fuerza y subiendo dos diputados.

## Biografía
Es licenciada en Economía por la UPNA y experta en materia contable y financiera. Tras finalizar los estudios se fue a trabajar a Barcelona. Allí inició su experiencia profesional en el sector del automóvil, siendo adjunta al director de entidades financieras de la empresa Seat entre 1994 y 1997. Tras regresar a Pamplona empezó a trabajar en la empresa Volkswagen Navarra.

### Carrera política
Fue concejal del Ayuntamiento de Ezcabarte durante la legislatura 2015-2019. En las elecciones de 2019 al Parlamento de Navarra, Aznal salió elegida como parlamentaria foral dentro de la lista de EH Bildu, encabezada por Bakartxo Ruiz. Durante aquella legislatura fue portavoz de la Comisión de Desarrollo Económico y portavoz adjunta de la Comisión de Economía y Hacienda de su grupo parlamentario.
En mayo de 2022 EH Bildu anunció que Aznal seria la candidata del partido para la presidencia del Gobierno de Navarra, encabezando por lo tanto las listas del partido en las elecciones al Parlamento de Navarra de 2023.